# Cérémonie du thé

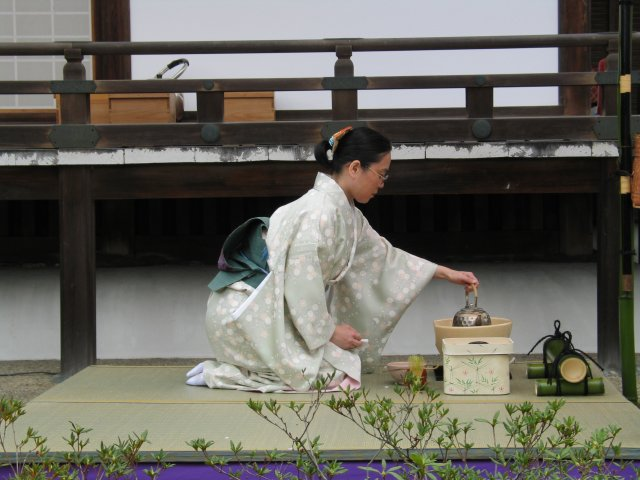
Une cérémonie du thé au Japon.

La cérémonie du thé décrit les différents modes de préparation du thé lorsqu'ils sont assortis d'une cérémonie. Cette ritualisation de la consommation du thé est une pratique courante dans plusieurs cultures asiatiques, et l'on peut citer les cérémonies du thé japonaise (chanoyu) et chinoise (gong fu cha, formellement une méthode plutôt qu'une cérémonie), mais également indienne, taïwanaise et vietnamienne.

## La cérémonie du thé au Japon
Le service japonais du thé est un art traditionnel inspiré en partie par le bouddhisme zen, dans lequel le thé vert en poudre, ou matcha, est préparé de manière codifiée et servi à un petit groupe d'invités dans un cadre calme. Vu d'Occident, cette préparation et ce service peuvent évoquer une cérémonie. Initié au XIVe siècle par les seigneurs féodaux Japonais, les premières formes de cérémonies prennent le nom de « Chanoyu », 茶のゆ, littéralement l’eau chaude du thé, traduit en français sous l’expression « cérémonie du thé », terme inexistant en japonais. Ces expériences fondent au fil des années la voie du thé, le « Chadô » 

## Les méthodes de préparation du thé en Chine

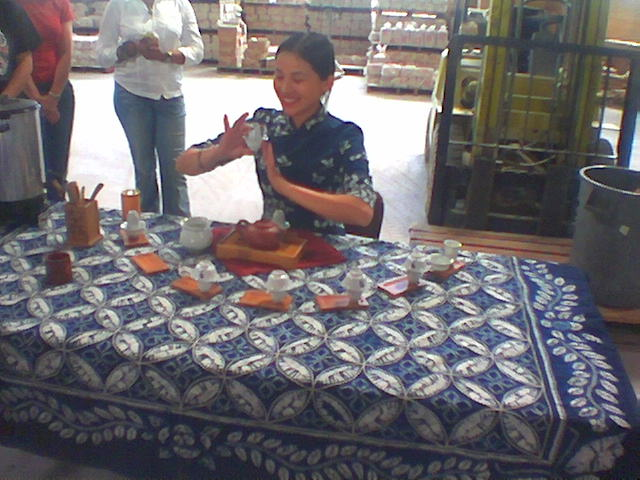
Tournage des tasses pendant le gong fu cha.

Le gong fu cha est souvent qualifié improprement de cérémonie : c'est en réalité une méthode très codifiée de préparation du thé. En effet, dans le gōngfu chá, la notion de sacré peut exister, mais n'est pas fondamentale ni même nécessaire à l'événement. Les étapes précises à suivre pour le service du thé dans ce cadre ne servent qu'à sublimer le goût du thé et à proposer un service raffiné.

## La cérémonie du thé en Corée
Sous la dynastie Koryo, le thé est bu par toutes les classes de Coréens et pas uniquement, comme au Japon et en Chine, seulement par les élites. La population dans son ensemble utilise le thé pendant les cérémonies rituelles, et l'utilise afin de faire des offrandes, ou Hon-Ta, aux statues de Bouddha. En 1392, la dynastie Joseon prend le pouvoir et veut imposer le confucianisme plutôt que le bouddhisme traditionnel, et commence par instaurer une taxe sur le thé pour empêcher ces offrandes. Pendant la Guerre de Sept Ans contre le Japon, la plupart des champs de thé qui ont survécu à cette taxe sont rasés. Le thé devient donc un grand luxe en Corée. Encore aujourd'hui, la cérémonie du thé coréenne existe, en particulier dans les monastères. Beaucoup de familles coréennes, au Nouvel An et en automne, font des offrandes de vin de riz, de nourriture ou de thé aux esprits des ancêtres : cette pratique s'appelle toujours « Charye » (rite du thé).
Il existe un Musée de la Cérémonie du Thé à Gimpo, concernant l'histoire de la culture du thé en Corée et présentant de nombreux ustensiles.

## La cérémonie du thé à Taïwan
À Taïwan, le thé se déguste aussi selon des gestes et temps précis. Le thé Oolong est notamment utilisé.